# Distrito de Pčinja
El Distrito de Pčinja (Serbio: Пчињски округ, Pčinjski okrug) se expande por la parte sur de Serbia, bordeando Bulgaria, Macedonia del Norte, y el territorio en disputa de Kosovo.
Tiene una población de 243.529 habitantes. Su capital es Vranje en el centro del distrito. 

## Municipios
Los municipios son:
- Vladičin Han
- Surdulica
- Bosilegrad
- Trgovište
- Bujanovac
- Vranje
- Preševo

## Demografía
1992
- Serbios = 60.4%
- Albanos = 26.5%
- Rumanos = 5.7%
- Búlgaros = 4.4%
- Otros = 3%

2002
- Serbios = 147,046 (64.58%)
- Albanos = 54,795 (24.07%)
- Rumanos = 12,073 (5.3%)
- Búlgaros = 8,491 (3.73%)
- Otros = 5,285 (2.32%)

## Economía
Se basa en la industria, agricultura, silvicultura, comercio y minería.
Las mejores factorías son: SIMPO y Jumko.